# Karl Eugen Becker
Karl Eugen Becker (Bad Saulgau, 20 de agosto de 1932) é um engenheiro alemão. Foi presidente da Verein Deutscher Ingenieure (VDI) de 1983 a 1988.

## Vida
Becker estudou engenharia mecânica na Universidade de Stuttgart. Obteve um doutorado na Universidade de Karlsruhe.
Becker é Ehrensenator da Universidade de Stuttgart (1989) e Honorarprofessor da Universidade Técnica de Munique (1990) e membro honorário da VDI (1983).
Recebeu em 2003 a Medalha Grashof da Verein Deutscher Ingenieure.